# Yenagoa

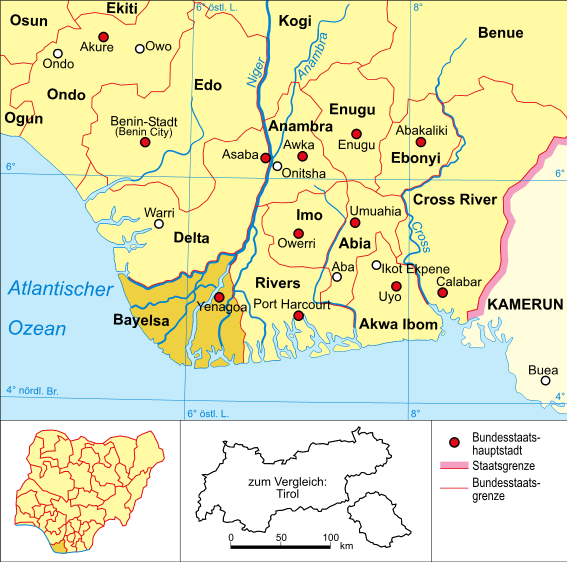
Lage Yenagoas im Nigerdelta

Yenagoa ist die Hauptstadt des nigerianischen Bundesstaates Bayelsa und liegt im Nigerdelta im Süden von Nigeria. Sie hat eine für das Jahr 2015 geschätzte Bevölkerung von ca. 320.000 Einwohnern.
Den Großteil der Bevölkerung der Stadt stellen die Ijaw, eine Ethnie des Nigerdeltas. Neben Englisch ist deshalb auch Izon eine wichtige Verkehrssprache. Das Yenagoa Township Stadium mit einem Fassungsvermögen von 5000 Zuschauern ist Heimat eines Fußballklubs der ersten Liga.
Yenagoa und seine Umgebung bilden eine der acht Local Government Areas (LGA) des Bundesstaates Bayelsa mit einer Fläche von 706,18 km². Bei der vorletzten Volkszählung 1991 hatte die LGA 70.399 Einwohner und damit eine Bevölkerungsdichte von 100 Einwohnern je km².
Nigeria hat große Pläne mit der Stadt: eine planvolle Erweiterung auf 650.000 Einwohner, die auf einer Fläche von 154 Quadratkilometern wohnen und arbeiten sollen. Der Masterplan (2006/2007) stammt vom Planungsbüro Albert Speer & Partner, Frankfurt a. M.

## Persönlichkeiten
- Ikechukwu Ezenwa (* 1988), Fußballspieler